# Локаткы
Локаткы (устар. Лёкат-Кы) — река в России, протекает по территории Ямало-Ненецкого автономного округа. Устье реки находится в 171 км по левому берегу реки Вэттылькы. Длина реки составляет 55 км. Приток — Озерковый.

## Данные водного реестра
По данным государственного водного реестра России относится к Нижнеобскому бассейновому округу, водохозяйственный участок реки — Таз. Речной бассейн реки — Таз.
Код объекта в государственном водном реестре — 15050000112115300065840.